# Violeta Dinescu
Violeta Dinescu, née le 13 juillet 1953 à Bucarest, est une compositrice, pianiste et professeur roumaine vivant en Allemagne depuis 1982.

## Biographie

### Formation
Violeta Dinescu commence ses études musicales en 1972, au conservatoire Ciprian Porumbescu de Bucarest et la composition avec Myriam Marbe. En 1978, elle obtient son diplôme de maîtrise, avec distinction. Elle reçoit également ses diplômes de composition, piano et pédagogie. Elle enseigne à l'école de musique Georges-Enesco de Bucarest, assurant des cours d'histoire de la musique, d'esthétique, contrepoint, harmonie et piano. En 1980, elle rejoint l'Union des compositeurs roumains.

### Allemagne
En 1982, elle s'installe en Allemagne de l'Ouest. Son premier opéra, Hunger und Durst (« La Soif et la faim »), d'après Eugène Ionesco, est créé à Fribourg en 1986. Der 35. Mai (Le 35 mai, ou Conrad chevauche dans les mers du Sud), un opéra pour enfants d'après Erich Kästner est donné en 1986 ; puis Eréndira d'après une nouvelle de Gabriel García Márquez, en 1992. Elle est jouée lors de la troisième de la Biennale de Munich, lors de la création en 1994 de Schachnovelle (Le Joueur d'échecs) d'après Stefan Zweig. Ces opéras sont interprétés dans les plus grands opéras, comme Der 35. Mai au Staatsoper de Hambourg en 2004. Elle travaille pour le théâtre autrichien ARBOS sur deux projets de théâtre musical, « Le chant des fous sur l'Europe » et « Le Concert des oiseaux ». Herzriss, un opera in nuce pour voix et percussions d'après Homère, Ionesco et Márquez, est créé en 2005.

### Enseignement
Depuis 1986, Violeta Dinescu est enseignante dans les académies de musique de Heidelberg, Francfort, Bayreuth et depuis 1996, elle est professeur de composition appliquée à l'Université d'Oldenburg. Dès 1996, elle commence à inviter annuellement les compositeurs dans un Komponisten-Colloque, avec entre autres en 2009, Jean-Luc Darbellay et Graham Waterhouse.
Violeta Dinescu est membre du conseil exécutif de la Ligue internationale des femmes compositeurs depuis 1987. Ses œuvres ont été publiées notamment par Verlag Dohr et Schott Music.

### Commandes importantes
Prolifique compositrice pour la musique d'orchestre, la musique de chambre, le chant choral et la musique vocale, Violeta Dinescu a reçu de nombreux prix et récompenses. Ses principales œuvres de commande comprennent Akrostichon et L'ORA X pour orchestre, un oratorio pour la Pentecôte, Pfingstoratorium, une partition pour le film muet de Friedrich Murnau,  Tabou et les ballets, Der Kreisel et Effi Briest.

## Œuvres (sélection)
- Akanua, piano, 1974
- Sonate, violon ou alto et piano, 1975
- In meinem Garten, texte d'Ana Blandiana, pour chœur d'enfants, 1980
- Mondnächte, texte de Joseph von Eichendorff, mezzo-soprano, saxophone, percussion, 1986
- Akrostichon, orchestre, 1983
- Der Kreisel, ballet, argument d'après Eduard Mörike, orchestre, 1985
- Hunger und Durst, opéra de chambre, livret de la compositrice d'après Ionesco, petit orchestre (14 instrumentistes), 1985
- Concerto, voix, orchestre, 1986
- Quatrain, poème de François Villon, voix de femme, 1986
- Dona nobis pacem, mezzo-soprano, violoncelle (et percussion), 1987
- Tabou, musique de film muet, petit orchestre, 1988
- ICHTHYS, violon, violoncelle et piano, 1991
- Der 35 Mai, opéra pour enfants, livret de la compositrice d'après Kästner, 3 solistes, 8 voix mixtes, chœur d'enfants, orchestre, 1986
- Eréndira, opéra de chambre, livret de la compositrice d'après Márquez, 7 solistes, petit orchestre, 1992
- Pfingstoratorium, 5 solistes, chœur mixte, petit orchestra, 1993
- Schachnovelle, opéra de chambre, livret de la compositrice d'après Stefan Zweig, 3 solistes, ensemble de chambre, 1994
- L'ORA X, orchestre, 1995
- Self-Reflections I/II, piano, électronique temps réel, 1996–97
- Effi Briest, ballet, argument d'après Theodor Fontane, orchestre, 1998
- Vortex – Wolken I, II und III, petit orchestre, 1998
- Licht-Bruch, accordéon, 2001
- Rugá, clarinette, contrebasse et accordéon, 2001
- Herzriss, opera in nuce, voix de femme et percussion, 2005